# Bol'šoj Kamen'
Bol'šoj Kamen' (in russo Большо́й Ка́мень? traslitterato anche Bolshoj Kamen, Bolšoj Kamen, Bolshoy Kamen) è una cittadina dell'Estremo oriente russo, situata nel Primorskij kraj a poca distanza da Vladivostok, porto sul golfo dell'Ussuri; il suo nome, in russo, significa "grossa pietra".
La città è stata fondata nel 1954; oggi è soprattutto un polo industriale (cantieristica navale, soprattutto sottomarini) ed è capoluogo dello Škotovskij rajon.
È stata dichiarata città chiusa.
| 1979   | 1989   | 1992   | 1996   | 2000   | 2003   | 2005   | 2018   |
| ------ | ------ | ------ | ------ | ------ | ------ | ------ | ------ |
| 35 200 | 65 600 | 50 000 | 42 000 | 40 500 | 38 400 | 38 300 | 38 042 |